# Ruslana Taran
Ruslana Oleksiïvna Taran (in ucraino Руслана Олексіївна Таран?; Jevpatorija, 27 ottobre 1970) è un'ex velista ucraina.

## Palmarès

### Olimpiadi
- 3 medaglie:
  - 1 argento (Atene 2004 nella classe Yngling)
  - 2 bronzi (Atlanta 1996 nella classe 470; Sydney 2000 nella classe 470)